# Radio 103
Radio 103 è un'emittente radiofonica nata nel febbraio 1976 a Sanremo con il nome di Radio Stereo 103, per iniziativa di Giorgio Mambretti.

## Storia

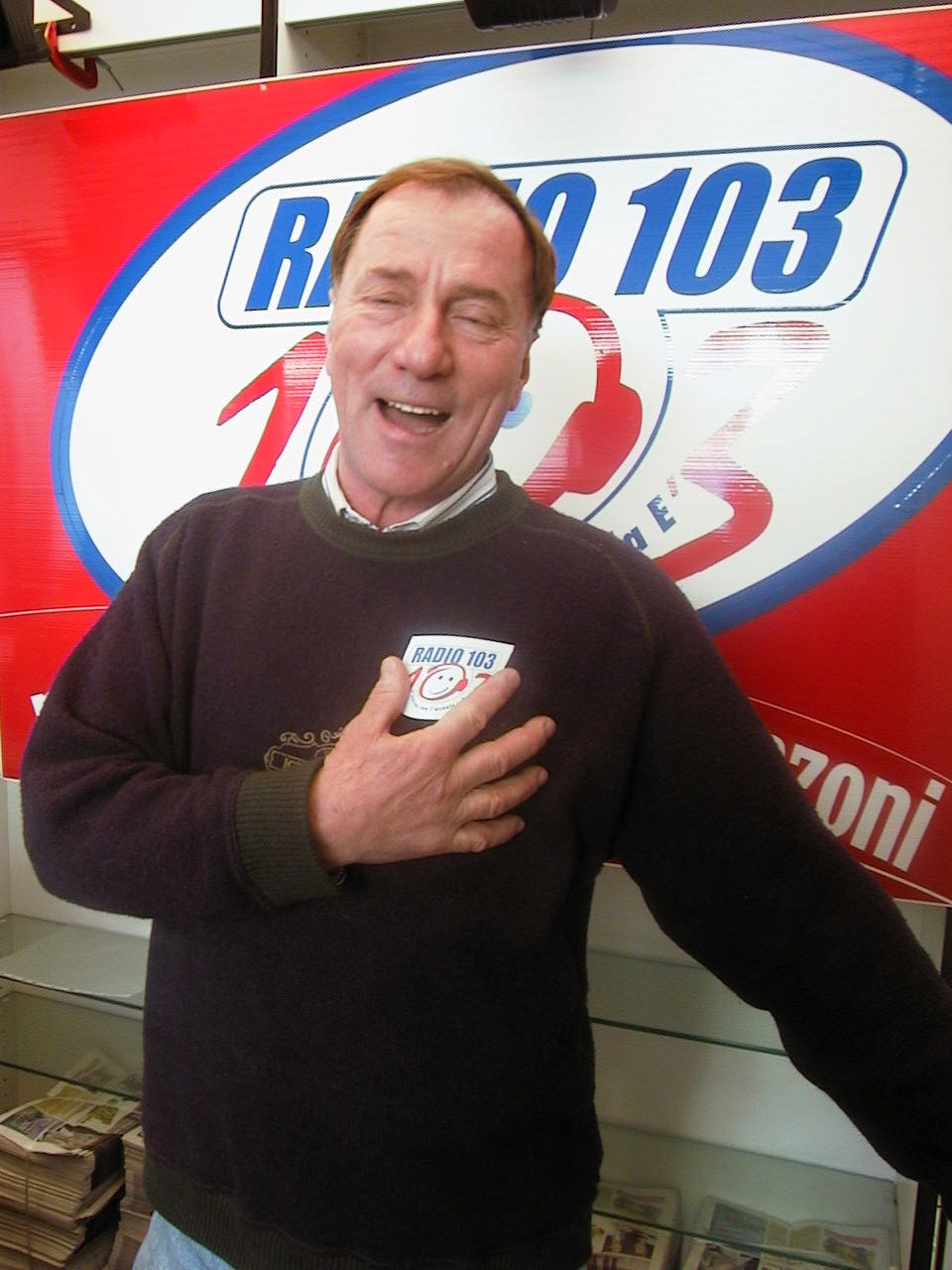
Robertino al Festival di Sanremo del 2000; ha lavorato per Radio 103 dal 1998 al 2001

Inizialmente nasce come radio libera e trasmette musica d'autore; potendo disporre dell'archivio audio del Club Tenco, diventa la radio locale più ascoltata nella provincia di Imperia.
Negli anni 80 viene acquistata da Massimo Cremieux, che le dà un taglio editoriale più commerciale.

Nel 2010 viene nominato direttore creativo della radio Pepi Morgia sotto la sua direzione transiteranno voci note della canzone italiana. 
Durante il periodo del Festival di Sanremo diventa crocevia di artisti. 
La radio trasmette in provincia di Imperia ed altre zone della Liguria. Dal 12 Settembre 2016 non è più ricevibile nel cuneese avendo ceduto le proprie frequenze piemontesi (89,900 e 90,200) all'emittente nazionale RTL 102,5.  La programmazione musicale di Radio 103 è orientata sui grandi successi italiani e internazionali e ampio spazio all'informazione locale e nazionale. È stata una delle prime radio italiane ricevibile tramite un social network.